# Hardboiled
Pour les articles homonymes, voir Hard Boiled.

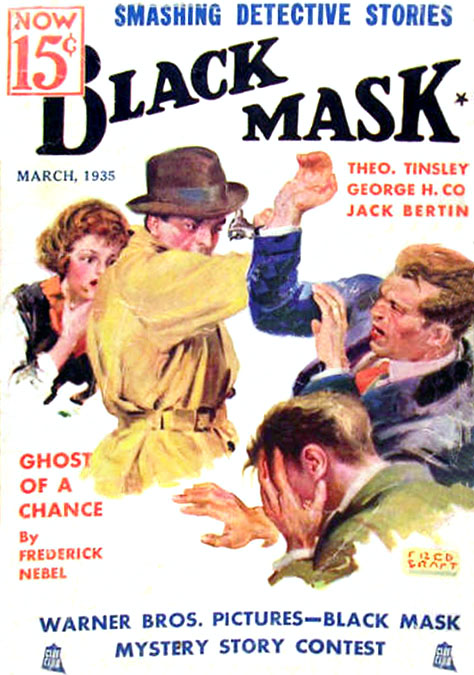
Couverture du pulp Black Mask (mars 1935).

Le hardboiled (ou hard-boiled, littéralement « dur à cuire ») est un sous-genre littéraire de la fiction de détective d'origine américaine, dont l'âge d'or commence au début des années 1920 et se prolonge jusqu'aux années 1950. Il partage en particulier une grande partie de ses thèmes, personnages et décors avec le roman noir, dont il est le précurseur et avec lequel il se mélange et se confond parfois aujourd'hui.

## Caractéristiques
Le protagoniste typique du genre est un détective privé, un homme solitaire qui évolue dans l'espace urbain déshumanisé des villes nouvelles, où il lutte contre la violence du crime organisé qui a prospéré pendant la prohibition américaine et la Grande Dépression, tout en faisant face à un système juridique devenu aussi corrompu que le crime organisé lui-même. Rendus cyniques par cette violence et soumis aux nombreuses inégalités de l'époque, les détectives du genre sont souvent des antihéros. Les personnages les plus connus de cet univers sont les détectives Philip Marlowe, Mike Hammer, Sam Spade, Lew Archer ou encore le rude Continental Op, détective privé salarié de la branche de San Francisco de la Continental Detective Agency.

## Genèse

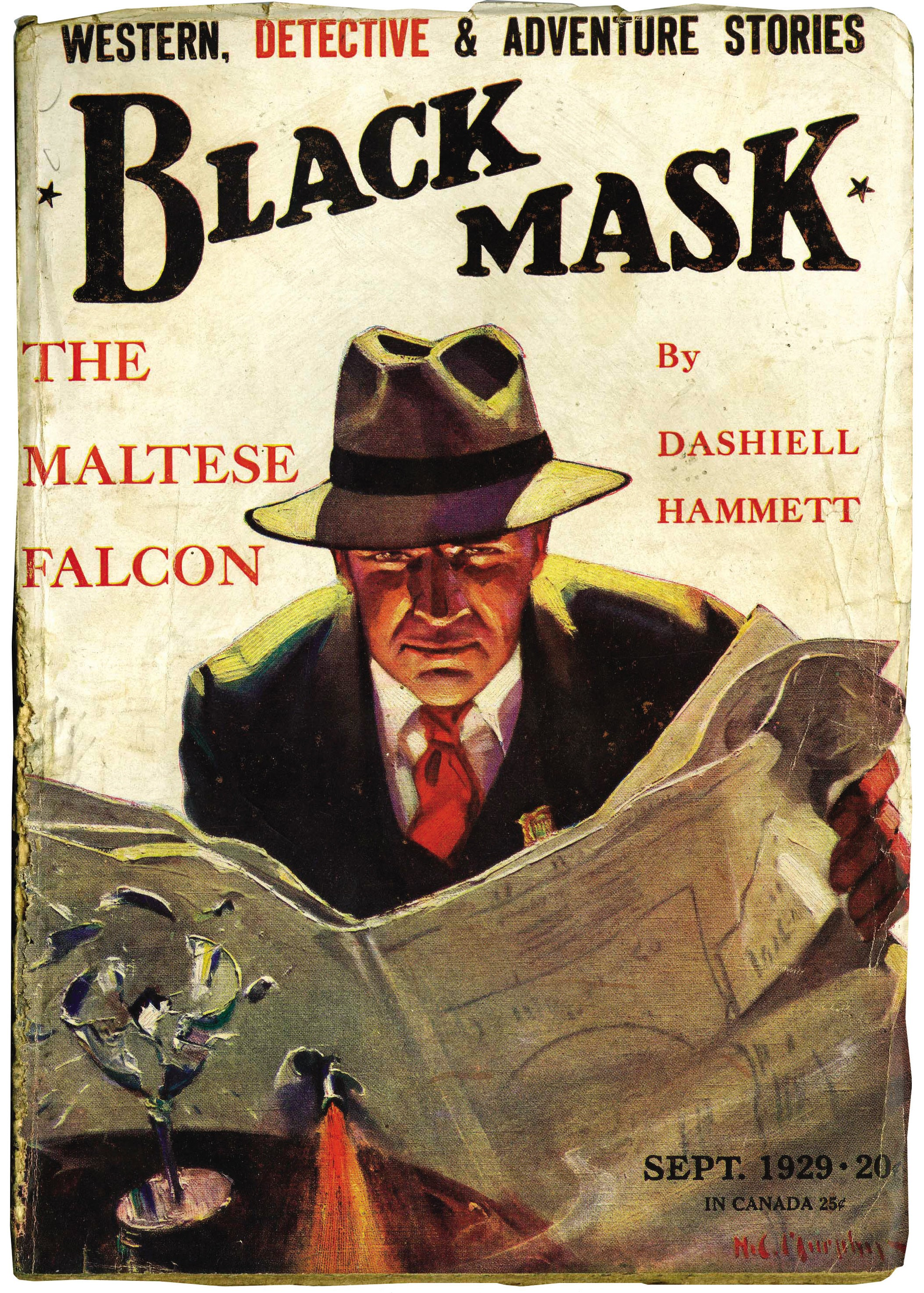
Le détective privé Sam Spade représenté en couverture du pulp Black Mask (septembre 1929).

Durant les années 1920, les exploits d'Al Capone et de la mafia inspirent non seulement la peur, mais aussi la curiosité du grand public américain pour le monde du crime. Succédant aux dime novels, une nouvelle forme de littérature populaire à bas prix apparaît aux États-Unis durant cette période, via la large diffusion des pulps, dont certains magazines, comme Black Mask ou The Dragnet, se font la spécialité avec des histoires courtes, violentes et noires qui se concentrent avant tout sur le chaos et l'injustice qui entoure les criminels, et non sur les circonstances du crime et sa résolution pure, comme les romans d'énigmes de l'époque.

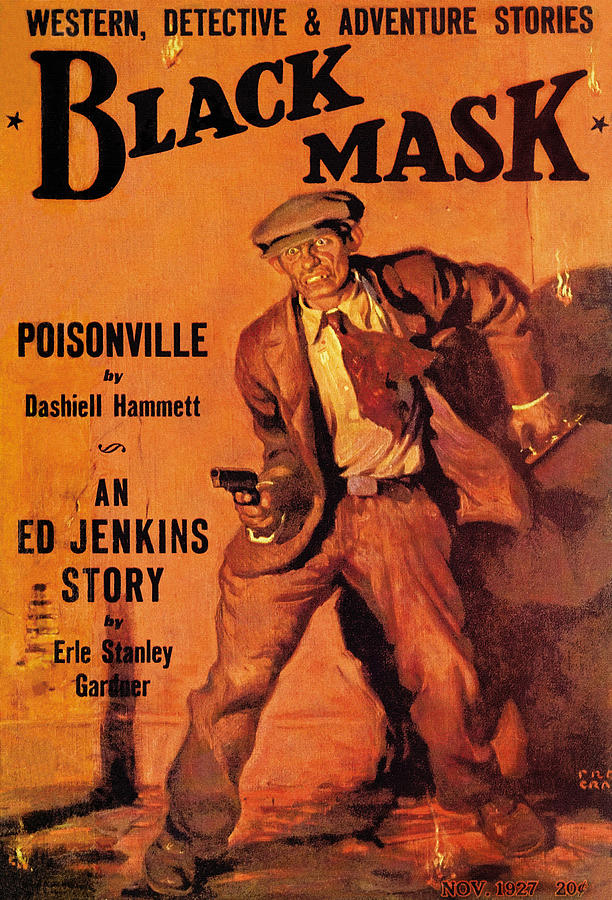
Couverture du pulp Black Mask (novembre 1927), où débute la publication en feuilleton du roman La Moisson rouge de Dashiell Hammett.

On attribue à l'écrivain américain Carroll John Daly la paternité de la première histoire hard-boiled avec la nouvelle Le Faux Burton Combs (The False Burton Comb), publiée dans Black Mask en décembre 1922. Daly publie la première histoire du détective privé Race Williams en juin 1923 dans ce même magazine et imagine ainsi le premier personnage récurrent du genre, précédant de peu les débuts en octobre 1923 du célèbre Continental Op de l'écrivain Dashiell Hammett, qui sera ensuite l'un des premiers à populariser ce genre au cours des années suivantes avec un second personnage du nom de Sam Spade.
Affiné ensuite par des écrivains comme Raymond Chandler (avec Philip Marlowe), Jonathan Latimer (avec Bill Crane) ou Chester Gould (avec le comic strip Dick Tracy) au cours des années 1930, en prenant racine dans la misère sociale de la Grande Dépression, ce genre connaît son apogée dans l'Amérique des années 1940 et 1950, par le biais de romanciers tels que Mickey Spillane (avec Mike Hammer), Richard S. Prather (avec Shell Scott), Bart Spicer (avec Carney Wilde), Wade Miller (avec Max Thursday), William Ard, Frank Kane (avec Johnny Liddell) ou Peter Cheyney (avec Slim Callaghan).
Le succès de ses histoires est largement renforcé par une abondante série d'adaptations pour le cinéma et la télévision, donnant naissance à certains des meilleurs films noirs du genre : Le Faucon maltais (The Maltese Falcon) de John Huston, Adieu, ma belle (Murder My Sweet) de Edward Dmytryk, Le Grand Sommeil (The Big Sleep) de Howard Hawks ou En quatrième vitesse (Kiss Me Deadly) de Robert Aldrich.
La disparition progressive des pulps durant les années 1950 marque le déclin du lectorat pour ces récits, amenant le genre à épouser les formes et les multiples possibles du roman noir, tout en conservant une filiation plus ou moins forte avec ses racines, comme Ross Macdonald (avec Lew Archer), John D. MacDonald (avec Travis McGee), Bill Pronzini (avec le Nameless), Robert B. Parker (avec Spencer), Loren D. Estleman (avec Amos Walker), Lawrence Block (avec Matt Scudder), James Crumley, Joe Gores, et plus récemment par des auteurs comme Robert Crais (avec Elvis Cole), Michael Connelly (avec Harry Bosch) ou encore James Ellroy.